# Andrena eddaensis
Andrena eddaensis är en biart som beskrevs av Gusenleitner 1998. Andrena eddaensis ingår i släktet sandbin, och familjen grävbin. Inga underarter finns listade i Catalogue of Life.